# Dennis Budimir
Dennis Matthew Budimir (Los Ángeles, 20 de junio de 1938 - 10 de enero de 2023) fue un guitarrista de jazz y rock estadounidense.

## Biografía
Budimir aprendió a tocar el piano y la guitarra desde muy joven e hizo su debut como profesional con tan sólo catorce años. Durante los años 50 tocó en las bandas lideradas por Ken Hanna, Keith Williams, Harry James y Chico Hamilton. En 1960-1961 trabajó con Bud Shank como acompañante de Peggy Lee. En 1963 realizó una gira por Japón junto a Bobby Troup y cuando regresó a Los Ángeles comenzó una prolífica carrera como músico de sesión que duraría varias décadas. Grabó con artistas como Julie London, Dave Grusin, Quincy Jones, Lalo Schifrin, Marty Paich, Don Ellis, Gil Melle, George Harrison, Ringo Starr, Johnny Mathis y Doris Day. Como guitarrista de jazz participó en grabaciones de Milt Jackson, Ray Brown y Johnny Mandel. 

## Discografía

### Como líder
- The Creeper (Mainstream, 1965)
- Alone Together (Revelation, 1965)
- A Second Coming (Revelation, 1968)
- Sprung Free (Revelation, 1968)
- The Session with Albert (Revelation, 1972)
- The Soul of Dennis Budimir (2012)

### Como músico de sesión
Con Rosemary Clooney
- 1996 Dedicated to Nelson
- 1997 Mothers & Daughters

Con Michael Feinstein
- 1987 Remember: Michael Feinstein Sings Irving Berlin
- 1999 Big City Rhythms

Con The 5th Dimension
- 1969 The Age of Aquarius
- 1970 The July 5th Album
- 1970 Portrait
- 1975 Earthbound

Con Chico Hamilton
- 1959 Gongs East!
- 1959 The Three Faces of Chico

Con Quincy Jones
- The Hot Rock OST (Prophesy, 1972)

Con Peggy Lee
- 1961 Basin Street East Proudly Presents Miss Peggy Lee
- 1961 Blues Cross Country
- 1974 Let's Love
- 1975 Mirrors
- 1979 Close Enough for Love

Con Sergio Mendes
- 1973 Love Music
- 1975 Sergio Mendes
- 1976 Homecooking

Con Harry Nilsson
- 1968 Aerial Ballet
- 1971 The Point!
- 1975 Duit on Mon Dei
- 1976 That's the Way It Is

Con Robert Palmer
- 1988 Heavy Nova
- 1990 Don't Explain
- 1992 Ridin' High

Con Van Dyke Parks
- 1968 Song Cycle
- 1989 Tokyo Rose
- 1995 Orange Crate Art con Brian Wilson

Con The Partridge Family
- 1970 The Partridge Family Album
- 1971 Sound Magazine
- 1971 Up to Date
- 1972 A Partridge Family Christmas Card
- 1972 Shopping Bag
- 1973 Crossword Puzzle

Con Linda Ronstadt
- 1983 What's New
- 1986 For Sentimental Reasons

Con Tom Scott
- 1967 The Honeysuckle Breeze
- 1975 Tom Scott in L.A.
- 1976 Blow It Out

Otros artistas
- 1959 Hot & Cool Latin, Eric Dolphy
- 1962 Improvisations, Ravi Shankar[5]
- 1965 Wonderful Life, Irene Kral
- 1966 Feelin' Kinda Blues, Gerald Wilson
- 1967 A Spoonful of Jazz, Bud Shank
- 1967 Evergreen, Volume 2, Stone Poneys
- 1968 For You My Love, Lou Rawls
- 1968 Lumpy Gravy, Frank Zappa
- 1968 The Birds, The Bees & The Monkees, The Monkees
- 1970 Black, Brown and Beautiful, Oliver Nelson[6]
- 1971 Desiderata, Les Crane
- 1972 Cherish, David Cassidy
- 1972 Free Again, Gene Ammons
- 1973 You've Got It Bad Girl, Quincy Jones
- 1974 Good Old Boys, Randy Newman
- 1974 Payne & Pleasure, Freda Payne
- 1974 Waitress in a Donut Shop, Maria Muldaur
- 1974 Who Is This Bitch Anyway?, Marlena Shaw
- 1975 I Am Music, Carmen McRae
- 1975 Love Me by Name, Lesley Gore
- 1975 Making Music, Bill Withers
- 1975 Mellow Madness, Quincy Jones
- 1975 Montara, Bobby Hutcherson
- 1975 Skull Session, Oliver Nelson
- 1975 Song for My Lady, Jon Lucien
- 1976 Barbara Carroll, Barbara Carroll
- 1976 Can't Hide Love, Carmen McRae
- 1976 Feelings, Milt Jackson
- 1976 I'm Easy, Keith Carradine
- 1976 Warm & Sonny, Sonny Criss
- 1977 Captain Fingers, Lee Ritenour
- 1977 Sweetbird, Lani Hall
- 1978 Don't Cry Out Loud, Melissa Manchester
- 1978 I'm Always Dancin' to the Music, Benny Golson
- 1978 In the Center, Rodney Franklin
- 1978 Songbird, Barbra Streisand
- 1978 Soul Believer, Milt Jackson
- 1979 Hard Times for Lovers, Judy Collins
- 1979 Living Without Your Love, Dusty Springfield
- 1980 Children of the World, Stan Getz
- 1980 Rodney Franklin, Rodney Franklin
- 1981 Big Mouth, Milt Jackson
- 1981 Juice, Juice Newton
- 1981 Made in America, The Carpenters
- 1981 Stop & Smell the Roses, Ringo Starr
- 1982 One from the Heart, Tom Waits/Crystal Gayle
- 1983 Swordfishtrombones, Tom Waits
- 1983 Voice of the Heart, The Carpenters
- 1987 Today, Perry Como
- 1989 Love Julie, Julie Andrews
- 1989 Old Gringo, Lee Holdridge
- 1990 From Brazil with Love, Roberto Carlos
- 1990 My Favorite Things, Monica Lewis
- 1991 16 Most Requested Songs, Teresa Brewer
- 1991 For the Boys, Bette Midler
- 1991 Unforgettable: With Love, Natalie Cole
- 1992 Good Medicine, Doc Severinsen
- 1992 In Tribute, Diane Schuur
- 1992 Swings Jule Styne, Monica Lewis
- 1993  A Touch of Music in the Night, Michael Crawford
- 1993 How Do You Keep the Music Playing, Johnny Mathis
- 1993 Les McCann Anthology: Relationships, Les McCann
- 1994 Love, Nancy, Nancy Wilson
- 1995 If My Heart Had Wings, Melissa Manchester
- 1995 In a Hefti Bag, Frank Capp Juggernaut
- 1995 Now & Then, Dolores Hope
- 1995 Yesterday & Today, Toots Thielemans
- 1996 Blue Condition, Bobby Caldwell
- 1996 In My Lifetime, Neil Diamond
- 1997 Move Over Darling, Doris Day
- 1997 The Wilsons, The Wilsons
- 1998 Bathhouse Betty, Bette Midler
- 1998 Manilow Sings Sinatra, Barry Manilow
- 1998 Mythical Kings and Iguanas/Reflections in a Mud Puddle, Dory Previn
- 1999 1961–1966, Ann-Margret
- 1999 A Christmas to Remember, Amy Grant
- 1999 Complete Capitol Recordings of Gene Krupa and Harry James, Gene Krupa
- 1999 Rosebud, Harriet Schock
- 2000 West Coast Sessions, John Pisano
- 2001 Keely Sings Sinatra, Keely Smith
- 2001 The Best of the Pacific Jazz Years, Richard Holmes
- 2002 It Had to Be You, Rod Stewart
- 2002 The Season for Romance, Lee Ann Womack
- 2003 Lucien Romantico, Jon Lucien
- 2003 The First Sessions, Warren Zevon
- 2003 Trumpet Evolution, Arturo Sandoval
- 2004 Blue Skies, Diana DeGarmo
- 2004 Dreams, Diana DeGarmo
- 2004 Hartman for Lovers, Johnny Hartman
- 2004 Just for a Thrill, Ronnie Milsap
- 2004 Reneé Olstead, Renee Olstead
- 2004 Rick's Rarities 1964-1974, Rick Nelson
- 2005 Sandy Nelson's Big Sixties All-Nighter!, Sandy Nelson
- 2007 Summer in the City, Quincy Jones
- 2012 Stones/Journey to Bliss, Emil Richards
- 2013 Made in California, The Beach Boys
- 2014 Holiday Wishes, Idina Menzel
- 2016 Good Times!, The Monkees[7]